# 4TP
4TPとは、第二次世界大戦時のポーランド製軽戦車である。

## 概要
4TP（ポーランド軍4トン戦車）はTK豆戦車シリーズの更新用に開発された軽戦車である。
1930年代初頭に開発されたTK豆戦車シリーズには、回転砲塔が無いという欠点があり、より強力な武装を搭載することも求められたことから、1932年9月に、ヴィッカース・カーデン・ロイド4t軽偵察戦車や水陸両用戦車や砲兵トラクターのデモンストレーションがポーランド国内で行われ、1933年5月に、5輌の4t軽偵察戦車と1輌の研究用の水陸両用戦車の購入が提案されたが、予算不足から進展せず、類似の車輌を国産開発することが決定された。TKに砲塔を搭載したTKWの試みが失敗したことから、1935年に、PZInż（国営技術工廠の略称）にて、部品を共用する、4t軽偵察戦車「PZInż 140」と水陸両用戦車「PZInż.130」を、新たに開発することになった。1936年12月16日に「PZInż 140」の設計は完了した。
特色として、車体左側に寄せて配置された軽量砲塔があげられ、他にトーションバーサスペンションを採用していた。動力は、砲塔の横、車体右側に配置された、このクラスの戦車の中では比較的高性能な、ポーランドで設計された、出力70Kw（95HPS）のPZInż.425 V型8気筒エンジン（古い出版物では直列6気筒と誤って記述されている）によってもたらされた。
「PZInż 140」の製造は1936年に行われた。また140輌が生産に取りかかった。しかしドイツによるポーランドへの急襲を前にして試作車輌だけが製造終了し、おそらく実戦は経験していない。4TPの車体を基にして、水陸両用戦車「PZInż.130」が開発されたものの、1939年9月の段階でも開発中であった。
両車の製造は、1930年代後期に計画された、ポーランドの野心的な戦車軍備拡張計画の一部であり、第二次世界大戦の勃発によって遮られることとなった。

## 登場作品
『World of Tanks』
ポーランド軽戦車 4TP として登場。